# География населения
География населения − раздел социально-экономической географии, изучающий территориальную организацию населения. Исследует население территорий различного масштаба − от отдельных населенных пунктов (и даже их частей) до государств, частей света, Земли в целом.
В составе отечественной географии населения обычно выделяют два блока: изучение населения как территориальных общностей (групп) людей и изучение населённых пунктов, их сетей и систем, то есть расселения населения. За рубежом (в Западной Европе, США) география населения и география населённых пунктов рассматриваются в качестве отдельных научных дисциплин.
Кроме общегеографических, в географии населения используются методы и подходы других наук, изучающих население и населённые пункты: этнологии, демографии, экономики труда, социологии, социальной психологии, экологии человека, а также теории и практики градостроительства.
Практическое значение исследований в области географии населения связано с разработкой и обоснованием мер региональной социально-демографической и миграционной политики, прогнозированием численности и состава населения, созданием схем расселения и схем пространственного планирования территорий различного масштаба.

## Структура географии населения
В составе дисциплины выделяются следующие основные разделы:
- Демогеография − исследует демографическую ситуацию в конкретных странах и регионах, режим воспроизводства населения, его половозрастной и семейный состав, разрабатывает прогнозы численности населения, определяет основные контуры демографической политики.
- Этногеография (этническая география) − рассматривает расселение этносов, этнический состав населения и этнические процессы на исследуемых территориях.
- География миграций − анализирует виды миграций, их причины и следствия, разрабатывает различные аспекты миграционной политики.
- География рынка труда и занятости − изучает трудовые ресурсы и экономически активное население, рынки труда, уровень безработицы, занятость населения, образовательный и профессиональный состав занятого населения.
- География условий и образа жизни − исследует условия, уровень, качества и образ жизни населения, пространственное поведение людей, восприятие ими окружающей среды, потребности и интересы населения.
- География расселения − рассматривает расселение и его типы, системы и сети населённых пунктов, их людность, функции.
  - География сельского расселения — изучает сельское расселение в рамках интегральной науки — руралистики.
  - География городского расселения — изучает городское расселение в рамках интегральной науки — геоурбанистики (географии городов).

Наиболее часто встречаются работы, посвященные сравнительно-географическому изучению состава и динамики населения, характеристике естественного или механического движения отдельной страны или региона, анализу структуры расселения определенной территории. Широко распространены историко-географические исследования населения и расселения. Сквозная тема, охватывающая практически все разделы географии населения − социально-демографическое воспроизводство территориальных общностей. Большое распространение получили карты населения.

## Из истории географии населения
Население рассматривается географией со времени её возникновения, но географические исследования, специально посвященные населению, появляются только в XIX в., а в качестве особой дисциплины, или раздела географической науки, география населения формируется, видимо, только в первой половине XX в. Большую роль сыграли труды представителей антропогеографии (Ф. Ратцель) и французской географии человека (П. Видаль де ла Блаш, Ж. Брюн, А. Деманжон). В России первые географические работы о населении и населенных пунктах принадлежат К. И. Арсеньеву, П. И. Кёппену, П. П. Семенову-Тян-Шанскому, А. И. Воейкову, Семенову-Тян-Шанскому В. П..
В СССР с ликвидацией антропогеографии (1920-30 гг.) географические исследования населения почти полностью прекратились. Как выразился Баранский Н. Н. (1946), «… раздел о населении… выпал бесследно, провалившись между природой и хозяйством и между физической и экономической географией. „Человека забыли“!!!» Инициатором возрождения географических исследований населения был P.M. Кабо, выступивший в 1941 и 1947 годах с новаторскими для своего времени программными статьями по этой тематике. Он же во второй половине 1940-х начал читать курс географии населения на географических факультетах МГУ и МГПИ. Первое систематическое изложение материалов по географии населения СССР принадлежит Н. И. Ляликову (1946-48). В 1940-е и последующие годы отечественная география населения развивалась главным образом путём синтеза антропогеографического (связь с природной средой) и статистического подходов к изучению населения. Получили распространение экспедиционные исследования населения и населенных пунктов.
В 1940—1960-х гг. география населения рассматривалась как составная часть экономической географии, изучающая население как «основную производительную, силу общества». Толчком к расширению исследований явилась Всесоюзная перепись населения 1959 г., материалы которой, впервые после переписи 1926 г., стали доступны для изучения. Большую роль в становлении географии населения сыграли первые Междуведомственные совещания по географии населения (1962, 1967, 1973). В 1970-х гг. интерес к проблемам населения стал усиливаться из-за ухудшения демографической ситуации в стране, а также в связи с осознанием роли человеческого фактора в развитии экономики.
С конца 1940-х до настоящего времени происходит постоянная диверсификация тематики исследований. Развитие географии населения повело к социологизации экономической географии и превращению её в социально-экономическую географию. Возникло большое количество новых направлений исследований, которые нередко рассматриваются в качестве самостоятельных частей географии или объединяются под общим названием «социальная география», но по существу являются лишь новыми разделами широко понимаемой географии населения.
Значительный вклад в развитие отечественной географии населения, внесли: Покшишевский В. В. (общие вопросы, миграции населения), Ю. Г. Саушкин (изучение сельских населенных пунктов, вопросы взаимосвязей человека и природы), В.Г Давидович, Лаппо Г. М., Хорев Б. С. (проблемы городского расселения), Ковалёв С. А. (общие вопросы, география сельского расселения, изучение условий и образа жизни), С. И. Брук (этногеография и этнокартография). Картографированием населения занимались Семенов-Тян-Шанский В. П., В. П. Коровицын, Ковалёв С. А., О. А. Евтеев, Д. Н. Лухманов.
В РФ исследования по географии населения ведутся в географических институтах РАН и в большинстве вузов, осуществляющих подготовку географов. С 1970-х география населения в качестве обязательной дисциплины включена в учебные планы университетов по специальности (направлению) «география».